# Juana Mordó

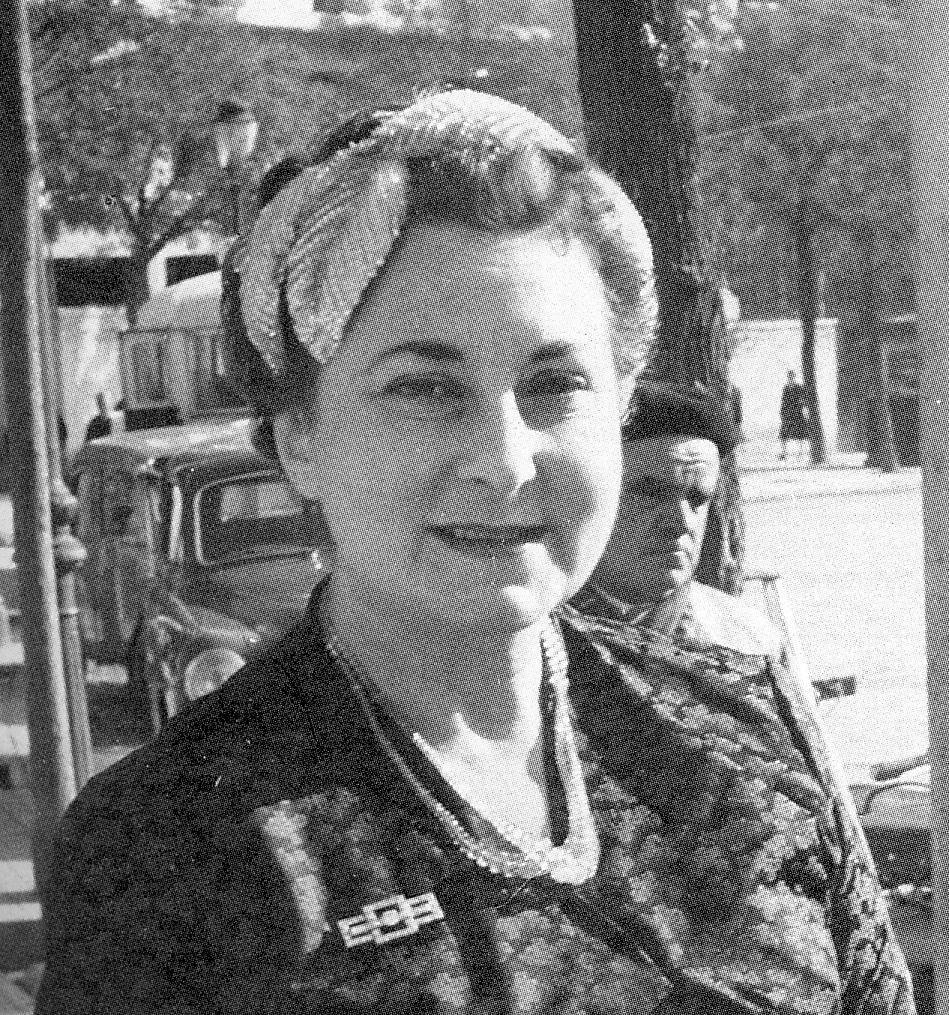
Juana Mordó, 1955

Juana Mordó (geb. Naar Scialom, * 26. April 1899 in Thessaloniki, Osmanisches Reich, heute in Griechenland; † 12. März 1984 in Madrid) war eine spanische Kunsthändlerin und Galeristin, die in Madrid arbeitete.

## Biografie
Mordó war sephardischer jüdischer Herkunft mit katalanischem Nachnamen und wuchs in Paris auf. Die erste Ehe endete noch in Paris, mit dem zweiten Ehemann  – ebenfalls ein Sepharde – zog sie nach Berlin. Nachdem der NS-Staat entstanden war, zog das Paar kurz vor Ausbruch des Zweiten Weltkriegs in die Schweiz. Nachdem ihr Ehemann 1942 an einem Herzleiden verstorben war, zog sie mit ihrer Mutter nach Madrid, die dort nach kurzer Zeit verstarb.
Zuerst arbeitete sie als Redakteurin für das Radio Nacional de Espana, dann war sie von 1958 bis 1963 künstlerische Leiterin der Galerie von Aurelio Biosca. Im Alter von 65 Jahren eröffnete Mordó 1964 ihre eigene Galerie in der Calle Villanueva 7 im Stadtviertel Recoletos hinter dem Archäologischen Museum. Sie wurde zur großen Förderin der künstlerischen Avantgarde der 1950er Jahre und junger Kunstschaffender. Die Galerie wurde nach dem Tod von Moró von Helga de Alvear übernommen, die seit 1980 in ihr arbeitete.